# Las tribulaciones de un chino en China (película)

Se trata de una adaptación libre de la novela homónima de Julio Verne, la cual ha sido doblada al castellano.

## Argumento[2]
Arthur Lemperador, multimillonario desempleado de treinta años, prometido con la joven Alice, quiere poner fin a su vida por aburrimiento. Todas sus tentativas fracasan. Decide entonces marcharse en su yate con Alice, su criado León, su futura suegra Suzy, Cornelius su compañero y Goh, un viejo amigo y antiguo tutor para dar la vuelta al mundo.
En Hong Kong, el administrador del emperador, M. Biscoton, les anuncia la ruina de Arthur, que continúa con sus tentativas de suicidio, mientras Suzy habla de anular el matrimonio. M. Goh decide entonces confiarle a Arthur su muerte: Arthur coge un seguro de vida (de una duración de un mes) a nombre de Alice y de Goh, mientras este último se conforma al hacerse matar. Arthur le ve contratar a dos hombres patibularios para seguirle, después de otros, para matarle sin duda. Y pronto escapa a una tentativa de homicidio, organizada por Goh.
Arthur no se deja y huye, acompañado de León. En un cabaret de Hong Kong, se cruza con Alexandrina, una etnóloga que se paga su viaje alrededor del mundo haciendo striptease. Perseguidos, León y Arthur irrumpen en el palco de la bailarina. Aunque Alexandrina, interesada por las aventuras de Arthur, parece desinteresarse de sus tentativas de seducción.
Pero Arthur ya no desea morir. Marcha entonces en busca de Goh, pero éste se ha ido al Himalaya, habiendo confiado el cuidado de matar a Arthur a extranjeros. Léon y Arthur vuelan entonces hacia la India, después al Himalaya. Intentan llegar al convento de Goh a pie, pero las dificultades de la carretera y los perseguidores no facilitan su periplo; acaban llegando al convento, al pie del Monte Everest. Son entonces capturados por montañeros, después salvados por los «patibularios» (que resultan ser enviados por la compañía de seguridad para vigilar la salud de Emperador).
Ambos guardaespaldas revelan al emperador que Goh no se ha ido de Hong Kong. Intentan entonces encontrarlo juntos; Arthur encuentra Alexandrina, después Goh. Éste reconoce que nunca ha tenido la intención de hacerlo matar, pero que era esencial que Arthur lo creyera para encontrar el gusto en la vida. Suzy decide, con la ayuda de Cornelius, acabar con Arthur en lugar de Goh, que encuentra demasiado lento. Después de haber perdido su primera tentativa, Suzy apela a Charlie Fallinster, el rey de la mafia local, mientras Cornelius confiesa todo a Arthur. «Solo quedan tres días para que la prima sea anulada».
Fallinster pone avisos de investigación en todo Hong Kong, y Arthur no puede dar un paso sin ser seguido por asesinos a sueldo. Se refugia con Alexandrina, después en un teatro chino, y son finalmente detenidos por la policía. Después de haber ido a la cárcel, huyen en un junco, después en ataúdes flotantes, llegan a una isla desierta, luego el propio Fallinster acude a su caza, ayudado de su tropa de piratas.
Arthur y Alexandrina acaban por ser salvados por Léon y Cornélius. Recogidos en su barco, León se promete con Alice (con la bendición de Suzy, sermonejada por Cornélius), Arthur con Alexandrina. Mientras Biscoton hace su reaparición: la quiebra de Arthur era una falsa noticia, Lemperador sigue siendo multimillonario. Arthur se hunde de nuevo.

## Comparación entre el libro y la película
Los argumentos de las dos obras son muy diferentes, pero cierto número de elementos del libro han sido recuperados en la película: el personaje principal, Arthur Lemperador, un hombre muy rico, cansado de la vida, pide a uno de los suyos amigos que le mate. A pesar de este tema, aparentemente macabro, ambas obras son comedias. El personaje del criado, León, dirige varias escenas divertidas, tanto en el libro como en la película, pero de una forma totalmente diferente. Además, los personajes de Jules Verne son chinos, contra los que describe Philippe de Broca.
Varias escenas de la película son inspiradas ampliamente de los álbumes de Hergé, sobre todo la travesía de Delhi, o la parte rodada al Himalaya de Tintin en Tíbet o todavía del Templo del sol, y de James Bond contra Dr. No.

## Producción
Además de sus imágenes de China, la película contiene varios minutos del área de Agra en la India, incluido el Taj Mahal, que parece mucho más blanco de lo que parece hoy. La película también incluye aproximadamente 15 minutos de metraje del área central de Katmandú, Nepal, el cercano templo de la ladera de Swayambunath y más áreas montañosas rurales de Nepal, con el impresionante Himalaya como telón de fondo.
La película reunió a De Broca y Belmondo, quienes habían trabajado en That Man from Río. El rodaje comenzó bajo el título Aventuras chinas en China el 5 de enero de 1965 en Nepal. Úrsula Andress partió hacia Hong Kong en febrero de 1965. El rodaje tuvo lugar en Hong Kong y París.
En enero de 1966, el título se cambió a Up to His Ears.

## Rodaje
Philippe de Broca, tras el éxito de L'Homme de Río, ha buscado el exotismo a cualquier premio girando en Nepal en Katmandú, en Hong Kong después en Malasia en el archipiélago de Langkawi, en el mar de Andamán . 

## Recepción
La película fue la décima más popular de 1965 en Francia, después de The Sucker, Goldfinger, Thunderball, Gendarme en Nueva York, Mary Poppins, Fantomas desatado, Trueno de Dios, Los sabios y Viva María!.

## Reparto
- Jean-Paul Belmondo: Arthur Lemperador
- Ursula Andress: Alexandrine Pinardel
- Jean Rochefort: Léon
- María Pacôme: Suzy Ponchabert
- Valérie Lagrange: Alice Ponchabert
- Darry Cowl: Biscoton
- Paul Préboist: El adjudant Cornac
- Jess Hahn: Cornelius
- Mario David: el Sargento Roquentin
- Valéry Inkijinoff: M. Goh
- Alexandre Mnouchkine: El director de la compañía de seguros
- Joe Saïd: Charlie Fallinster
- Gil Delamare: el piloto del avión
- Boris Lenissevitch: el profesor